# Cornelis Cort

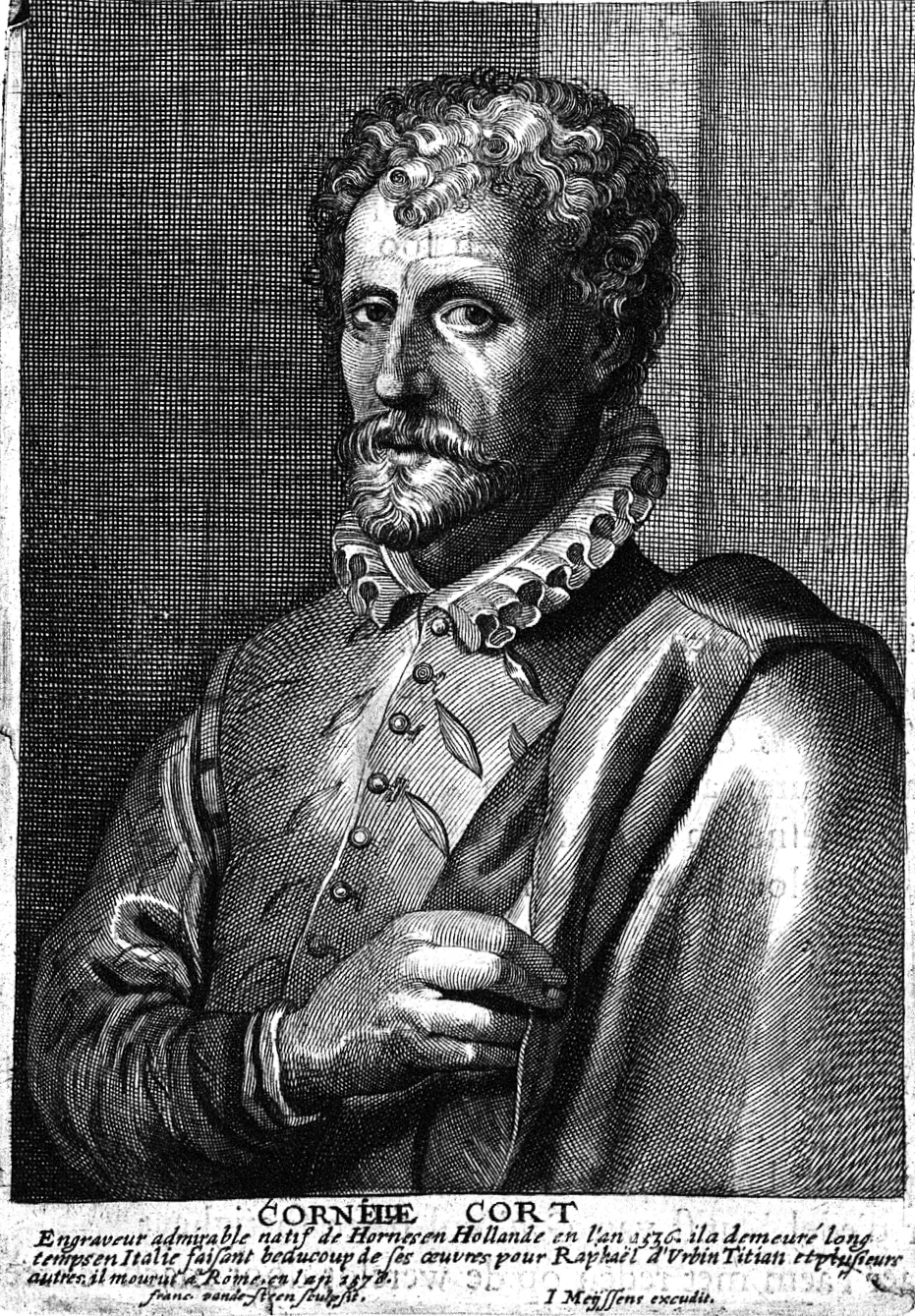
Cornelis Cort em Het Gulden Cabinet van de Edel Vry Schilderconst

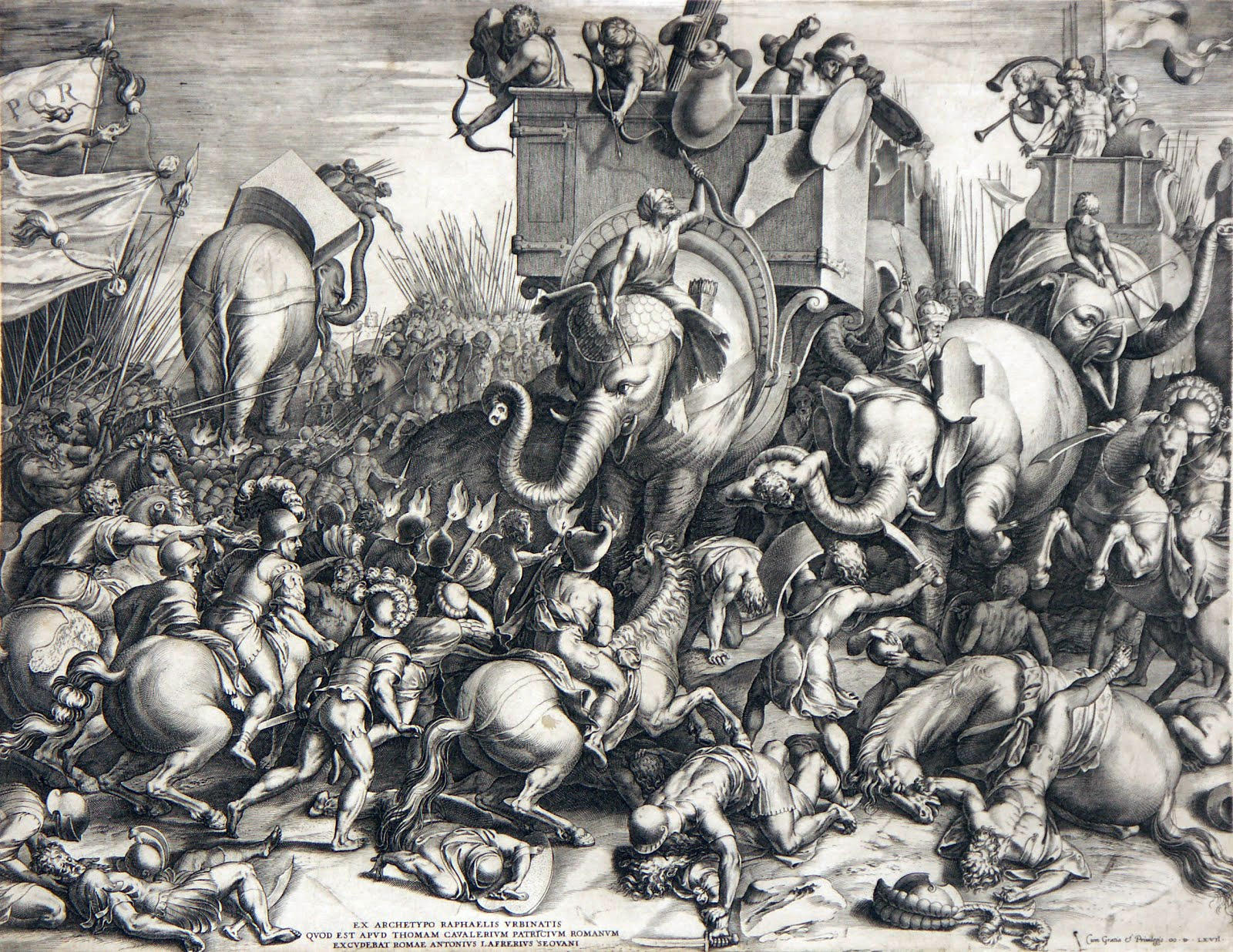
Batalha de Zama, por Cornelis Cort.

Cornelis Cort (Hoorn ou Edam, c. 1533 - Roma, c. 17 de março de 1578) foi um pintor, desenhista e gravador holandês. Passou os últimos 12 anos de sua vida na Itália, onde era conhecido como Cornelio Fiammingo.

## Biografia
Nascido em Hoorn ou Edam, Cort provavelmente foi aluno de Dirck Volckertsz Coornhert na década de 1550, em Haarlem. Suas primeiras gravuras conhecidas foram impressas na Antuérpia, por volta de 1553, embora se acredite que tenha trabalhado na região norte da Holanda. Seu editor foi Hieronymus Cock, com quem Cort pode ter sido também aprendiz. Uma carta de 1567 Dominicus Lampsonius para Ticiano, de fato, descreve Cock como mestre de Cort. Matrizes produzidas pelo artista com seu nome somente foram produzidas depois que deixou a escola de Cock.
Cort mudou-se para Veneza e viveu na casa de Ticiano entre 1565 e 1566, onde produziu gravuras com base nas obras do grande Mestre. Entre eles estão os conhecidos em cobre de "São Jerônimo no Deserto", a "Madalena", "Prometeu", "Diana e Acteon", e "Diana e Calisto". 
Voltando da Itália para a Holanda, ali permanece até 1567, quando retorna a Veneza, seguindo depois para Bolonha e Roma, produzindo gravuras das obras dos grandes mestres da época.
Em Roma fundou uma conhecida escola que, como disse Bartsch, a linha simples de Marcantonio foi modificada por um toque brilhante do buril, mais tarde imitado e aperfeiçoado por Agostino Carracci, na Itália, e Nicolaes de Bruyn, em Flandres. 
Antes de ir para a Itália, Cort havia produzido reproduções de trabalhos de Michiel Coxie, Frans Floris, Heemskerk, Gillis Mostaert, Bartholomeus Spranger e Stradanus. Na Itália promoveu a divulgação das obras de Ticiano, Rafael, Caravaggio, Baroccio, Giulio Clovio, Muziano e de Zuccari.
Visitou Florença entre 1569 e 1571, provavelmente a serviço da Família Médici e retornou para junto a Ticiano em Veneza, entre 1571-1572. Passou seu último ano de vida em Roma, onde morreu. Sua ligação com Cock e Ticiano é ilustrada numa carta que este último dirigiu a Dominicus Lampsonius, de Liège, em 1567. Cort dissera haver feito mais de cento e cinquenta e uma matrizes.

## Citação
George Cumberland, do Departamento de Impressos e Gravuras do Museu Britânico, escreveu em 1827